# Landtagswahl in Mecklenburg-Vorpommern 2016
- Linke: 11
- SPD: 26
- CDU: 16
- AfD: 18

- Regierung: 42
- Opposition: 29

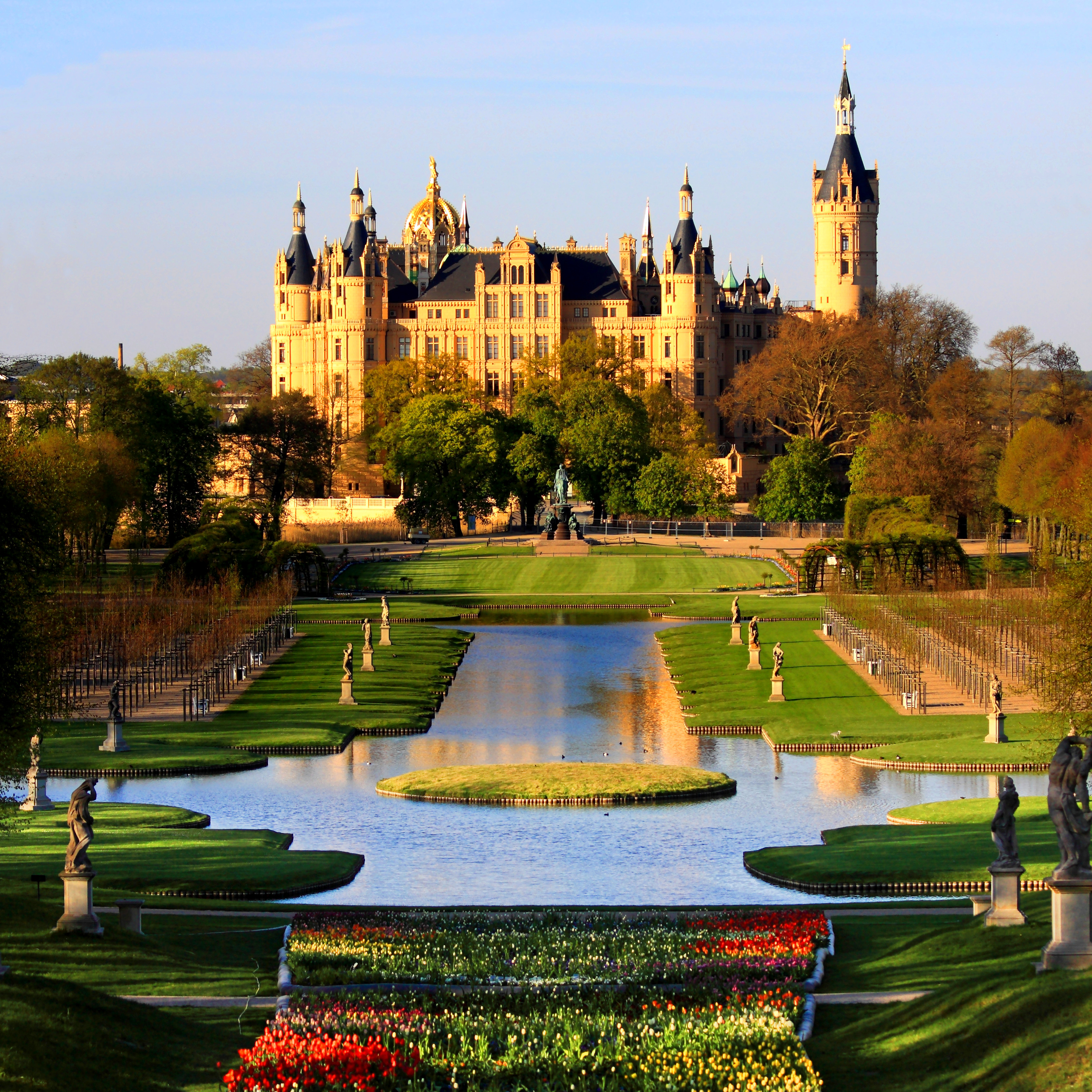
Schweriner Schloss, Sitz des Landtages von Mecklenburg-Vorpommern

Die Wahl zum 7. Landtag des Landes Mecklenburg-Vorpommern fand am 4. September 2016 statt. Zeitgleich fanden in mehreren Städten im Land Bürgermeisterwahlen statt, darunter in der Landeshauptstadt Schwerin.
Alle bisher im Landtag vertretenen Parteien mussten Verluste hinnehmen, während die AfD mit rund 21 Prozent der Stimmen direkt auf Platz 2 sprang. Bündnis 90/Die Grünen und NPD schieden aus dem Parlament aus. Nach der Wahl schlossen SPD und CDU erneut einen Koalitionsvertrag und setzten die rot-schwarze Koalition mit dem Kabinett Sellering III fort.

## Wahlverfahren

Die 36 Landtagswahlkreise in Mecklenburg-Vorpommern

Die rechtlichen Grundlagen für die Vorbereitung und Durchführung der Wahl zum Landtag in Mecklenburg-Vorpommern sind insbesondere die Verfassung des Landes Mecklenburg-Vorpommern und das Landes- und Kommunalwahlgesetz (LKWG)-
Bei der Landtagswahl handelt es sich um eine personalisierte Verhältniswahl ähnlich der Bundestagswahl. Der Landtag besteht aus grundsätzlich 71 Sitzen, die nach dem Hare/Niemeyer-Verfahren im Verhältnis der Zweitstimmen auf die Parteien verteilt werden. 36 Mandate gehen an mit relativer Mehrheit der Erststimmen gewählte Direktkandidaten. Die Direktmandate werden – soweit möglich – auf den Sitzanspruch der Parteien angerechnet, weitere Mandate werden über geschlossene Landeslisten vergeben. Gewinnt eine Partei in den Wahlkreisen mehr Mandate, als ihr nach dem Zweitstimmenverhältnis zustehen, verbleiben diese der Partei (Überhangmandate), die übrigen Parteien erhalten Ausgleichsmandate. Die Zahl der Ausgleichsmandate beträgt aber höchstens das Doppelte der Zahl der Überhangmandate. Es gilt eine Fünf-Prozent-Hürde, eine Grundmandatsklausel gibt es nicht. Die Dauer der Wahlperiode beträgt fünf Jahre.
Das aktive Wahlrecht haben alle volljährigen Deutschen, die seit mindestens 37 Tagen ihren Hauptwohnsitz in Mecklenburg-Vorpommern haben. Für das passive Wahlrecht müssen volljährige Deutsche seit mindestens drei Monaten ihre Hauptwohnung im Land haben.

## Ausgangslage
Die regierende SPD wurde bei der Landtagswahl 2011 mit einem Stimmenanteil von 35,6 Prozent wieder stärkste Kraft. Dank starker Zugewinne von 5,4 Prozentpunkten konnte sie ihren Abstand zur CDU zudem deutlich ausbauen. Die CDU verlor 5,8 Prozentpunkte und erreichte einen Stimmenanteil von 23,0 Prozent. Es handelte sich damit um das historisch schlechteste Landtagswahlergebnis für die CDU in Mecklenburg-Vorpommern. Die Linke konnte leicht auf 18,4 Prozent zulegen. Bündnis 90/Die Grünen konnten mit einem Stimmenanteil von 8,7 Prozent ihren Wert der Vorwahl mehr als verdoppeln. Es handelt sich um das bisher beste Ergebnis in einem ostdeutschen Land (ohne Berlin). Die NPD kam auf sechs Prozent und schaffte damit trotz leichter Verluste zum zweiten Mal in Folge den Einzug in den Landtag. Die FDP erreichte 2,8 Prozent und verlor damit mehr als zwei Drittel ihres Stimmenanteils. Nach einer Wahlperiode im Schweriner Landtag verpasste die Partei damit klar den Wiedereinzug.
Es wurde eine Große Koalition aus SPD und CDU unter Ministerpräsident Erwin Sellering gebildet.

## Wahlergebnisse in Mecklenburg-Vorpommern seit 2006
Die folgende Tabelle gibt die Ergebnisse der letzten Bundestags-, Europa- und Landtagswahlen in Mecklenburg-Vorpommern wieder.
| Partei           | Landtag 17.09.2006    | Europa 07.06.2009 | Bundestag 27.09.2009 | Landtag 04.09.2011 | Bundestag 22.09.2013 | Europa 25.05.2014 |
| ---------------- | --------------------- | ----------------- | -------------------- | ------------------ | -------------------- | ----------------- |
| SPD              | 30,2 %                | 16,7 %            | 16,6 %               | 35,6 %             | 17,8 %               | 21,2 %            |
| CDU              | 28,8 %                | 32,3 %            | 33,1 %               | 23,0 %             | 42,5 %               | 34,6 %            |
| Die Linke        | PDS 16,8 % WASG 0,5 % | 23,5 %            | 29,0 %               | 18,4 %             | 21,5 %               | 19,6 %            |
| FDP              | 09,6 %                | 07,6 %            | 09,8 %               | 02,8 %             | 02,2 %               | 01,9 %            |
| NPD              | 07,3 %                | —                 | 03,3 %               | 06,0 %             | 02,7 %               | 03,0 %            |
| Grüne            | 03,4 %                | 05,5 %            | 05,5 %               | 08,7 %             | 04,3 %               | 05,1 %            |
| Tierschutzpartei | —                     | 01,3 %            | —                    | —                  | —                    | 01,2 %            |
| Piraten          | —                     | 00,8 %            | 02,3 %               | 01,9 %             | 01,9 %               | 01,2 %            |
| Freie Wähler     | —                     | —                 | —                    | 01,1 %             | 00,9 %               | 00,7 %            |
| FAMILIE          | 01,2 %                | 02,4 %            | —                    | 01,5 %             | —                    | 01,6 %            |
| AfD              | —                     | —                 | —                    | —                  | 05,6 %               | 07,0 %            |
| Wahlbeteiligung  | 59,1 %                | 46,4 %            | 63,0 %               | 51,5 %             | 65,3 %               | 46,6 %            |

## Parteien
Zur Wahl können Parteien und – in den Wahlkreisen – Einzelbewerberinnen und Einzelbewerber antreten. Parteien, die nicht im Landtag oder im Bundestag vertreten sind, hatten bis zum 19. Mai 2016 ihre Teilnahme bei der Landeswahlleiterin anzuzeigen und für die Landesliste bis zum 21. Juni 2016 die Unterstützungsunterschriften von 100 Wahlberechtigten vorzulegen. Von folgenden Parteien wurden Landeslisten zugelassen (sortiert in der Reihenfolge auf dem Stimmzettel):
| Kürzel           | Partei                                                                                          | Spitzenkandidat         | Listen- kandidaten | Direkt- kandidaten | Zahl der Mitglieder | Ergebnis 2011 (in %) |
| ---------------- | ----------------------------------------------------------------------------------------------- | ----------------------- | ------------------ | ------------------ | ------------------- | -------------------- |
| SPD              | Sozialdemokratische Partei Deutschlands                                                         | Erwin Sellering         | 34                 | 36                 | 2767                | 35,6                 |
| CDU              | Christlich Demokratische Union Deutschlands                                                     | Lorenz Caffier          | 47                 | 36                 | 5557                | 23,0                 |
| DIE LINKE        | Die Linke                                                                                       | Helmut Holter           | 29                 | 36                 | 4034                | 18,4                 |
| GRÜNE            | Bündnis 90/Die Grünen                                                                           | Silke Gajek             | 25                 | 36                 | 570                 | 08,7                 |
| NPD              | Nationaldemokratische Partei Deutschlands                                                       | Udo Pastörs             | 20                 | 0                  | 340                 | 06,0                 |
| FDP              | Freie Demokratische Partei                                                                      | Cécile Bonnet-Weidhofer | 18                 | 33                 | 730                 | 02,8                 |
| PIRATEN          | Piratenpartei Deutschland                                                                       | Dennis Klüver           | 08                 | 01                 | 47                  | 01,9                 |
| FAMILIE          | Familien-Partei Deutschlands                                                                    | Dirk Martin             | 08                 | 0                  |                     | 01,5                 |
| FREIE WÄHLER     | Freie Wähler                                                                                    | Gustav Graf von Westarp | 13                 | 14                 |                     | 01,1                 |
| Die PARTEI       | Partei für Arbeit, Rechtsstaat, Tierschutz, Eliten- förderung und basisdemokratische Initiative | Björn Wieland           | 17                 | 04                 |                     | 00,2                 |
| Die Achtsamen    | Achtsame Demokraten                                                                             | Thomas Gens             | 15                 | 11                 |                     | –                    |
| ALFA             | Allianz für Fortschritt und Aufbruch                                                            | Falk Schettler          | 07                 | 0                  |                     | –                    |
| AfD              | Alternative für Deutschland                                                                     | Leif-Erik Holm          | 26                 | 36                 | 485                 | –                    |
| Bündnis C        | Bündnis C – Christen für Deutschland – AUF&PBC                                                  | Christian Hauser        | 09                 | 02                 |                     | –                    |
| DKP              | Deutsche Kommunistische Partei                                                                  | Robert Kühne            | 03                 | 0                  | 40                  | –                    |
|                  | Freier Horizont                                                                                 | Norbert Schumacher      | 19                 | 11                 | 60                  | –                    |
| Tierschutzpartei | Partei Mensch Umwelt Tierschutz                                                                 | Robert Gabel            | 07                 | 0                  | 15                  | –                    |
|                  | Einzelbewerber                                                                                  |                         |                    | 07                 |                     |                      |

## Kandidaten der Parteien und Einzelbewerber nach Altersgruppen
| Partei/Einzelbewerber | Insgesamt | unter 30 Jahren | 30–40 Jahre | 40–50 Jahre | 50–60 Jahre | über 60 Jahre |
| --------------------- | --------- | --------------- | ----------- | ----------- | ----------- | ------------- |
| SPD                   | 39        | 5               | 5           | 9           | 16          | 4             |
| CDU                   | 47        | 2               | 11          | 9           | 16          | 9             |
| DIE LINKE             | 42        | 4               | 8           | 6           | 14          | 10            |
| GRÜNE                 | 44        | 8               | 10          | 6           | 14          | 6             |
| NPD                   | 20        | 1               | 8           | 7           | 1           | 3             |
| FDP                   | 34        | 5               | 8           | 11          | 4           | 6             |
| PIRATEN               | 8         | –               | 2           | 4           | 1           | 1             |
| FAMILIE               | 8         | 3               | 3           | –           | 2           | –             |
| Freie Wähler          | 18        | 2               | 1           | 3           | 4           | 8             |
| Die PARTEI            | 17        | 8               | 6           | 1           | 2           | –             |
| Die ACHTSAMEN         | 15        | –               | 1           | 5           | 6           | 3             |
| ALFA                  | 7         | –               | 1           | 2           | 1           | 3             |
| AfD                   | 45        | 1               | 5           | 18          | 9           | 12            |
| Bündnis C             | 9         | 1               | 1           | –           | 4           | 3             |
| DKP                   | 3         | 1               | 1           | –           | –           | 1             |
| FREiER HORIZONT       | 20        | –               | 1           | 5           | 10          | 4             |
| Tierschutzpartei      | 6         | 1               | 3           | 1           | 1           | –             |
| Einzelbewerber        | 7         | –               | –           | 2           | 4           | 1             |
| Insgesamt             | 389       | 42              | 75          | 89          | 109         | 74            |

## Wahlprogramme, Spitzenkandidaten und Ziele

### Im Landesparlament vertretene Parteien
Ministerpräsident Erwin Sellering wurde auf dem Landesparteitag vom 30. April 2016 erneut zum Spitzenkandidaten der SPD gekürt. Er erhielt 87 von 94 gültigen Stimmen (92,6 %). Auf Listenplatz zwei folgte die Landtagspräsidentin Sylvia Bretschneider. Der Wahlkampfslogan lautete „Gemeinsam auf Kurs“. Die SPD forderte unter anderem das volle Wahlrecht mit 16 und Eltern bei Kitagebühren zu entlasten. Menschen, die mit Kunst und Kultur ihr Geld verdienen, sollten unterstützt werden und Zuwanderung sollte als Bereicherung gesehen werden. Das Wahlziel lautete „stärkste Kraft zu werden und somit auch den Ministerpräsidenten erneut zu stellen“.
Der Spitzenkandidat der CDU war wie 2011 der Innenminister von Mecklenburg-Vorpommern Lorenz Caffier. Der Wahlkampfslogan lautete „Heimat im Mittelpunkt“. Innere Sicherheit war der Schwerpunkt der CDU. Sie forderte unter anderem mehr Polizeistellen, aber auch in der Justiz und im Verfassungsschutz. Ein Staatssekretär für sogenannte „strukturschwache Regionen“ sollte geschaffen werden, um strukturschwache Regionen zu stärken. In der Flüchtlingspolitik plädierte die CDU für eine harte Linie und die Idee der „deutschen Leitkultur“. Das Wahlkampfziel lautete „stärkste Kraft und den Ministerpräsidenten zu stellen“.
Die Linke wählte, wie 2011, den früheren Arbeitsminister Helmut Holter zum Spitzenkandidaten. Der Wahlkampfslogan lautete „Aus Liebe zu M-V“. Die Linke wollte mit sozialen Themen punkten. Sie forderte beitragsfreie Kitaplätze und mehr Personal im Pflegebereich. Benachteiligte Regionen sollten durch ein 50-Millionen Aufbauprogramm gestärkt werden, um vergleichbare Lebensverhältnisse in allen Landesteilen zu schaffen.
Spitzenkandidatin der Grünen war Silke Gajek. Der Wahlkampfslogan lautete „Für Land und Leute“. In ihrem Wahlprogramm stellten sich die Grünen gegen die Massentierhaltung und forderten eine Gewinnbeteiligung der Kommunen bei der Energiewende. Der Verfassungsschutz sollte reformiert und besser durch das Parlament kontrolliert werden. Die Transparenz sollte verbessert werden (z. B. öffentliche Sitzungen des Haushaltsausschusses). Das Wahlziel lautete „Wiederholen des Wahlergebnisses von 2011 mit 8,7 %“.
Die NPD hatte ein „25-Punkte-Programm“ verabschiedet. Wie bei den Landtagswahlen 2006 und 2011 war Udo Pastörs auch 2016 der Spitzenkandidat.

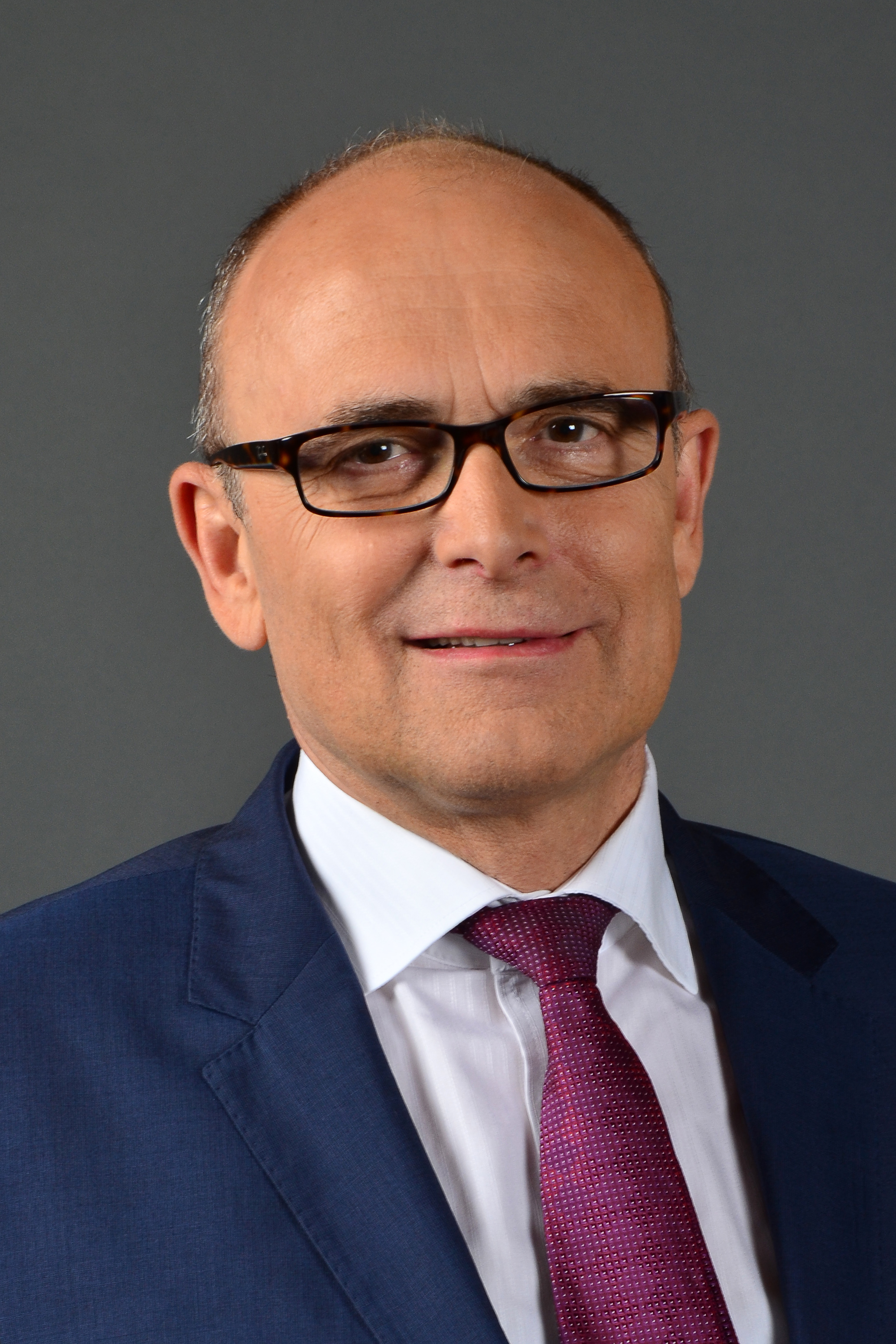
Erwin Sellering (SPD)
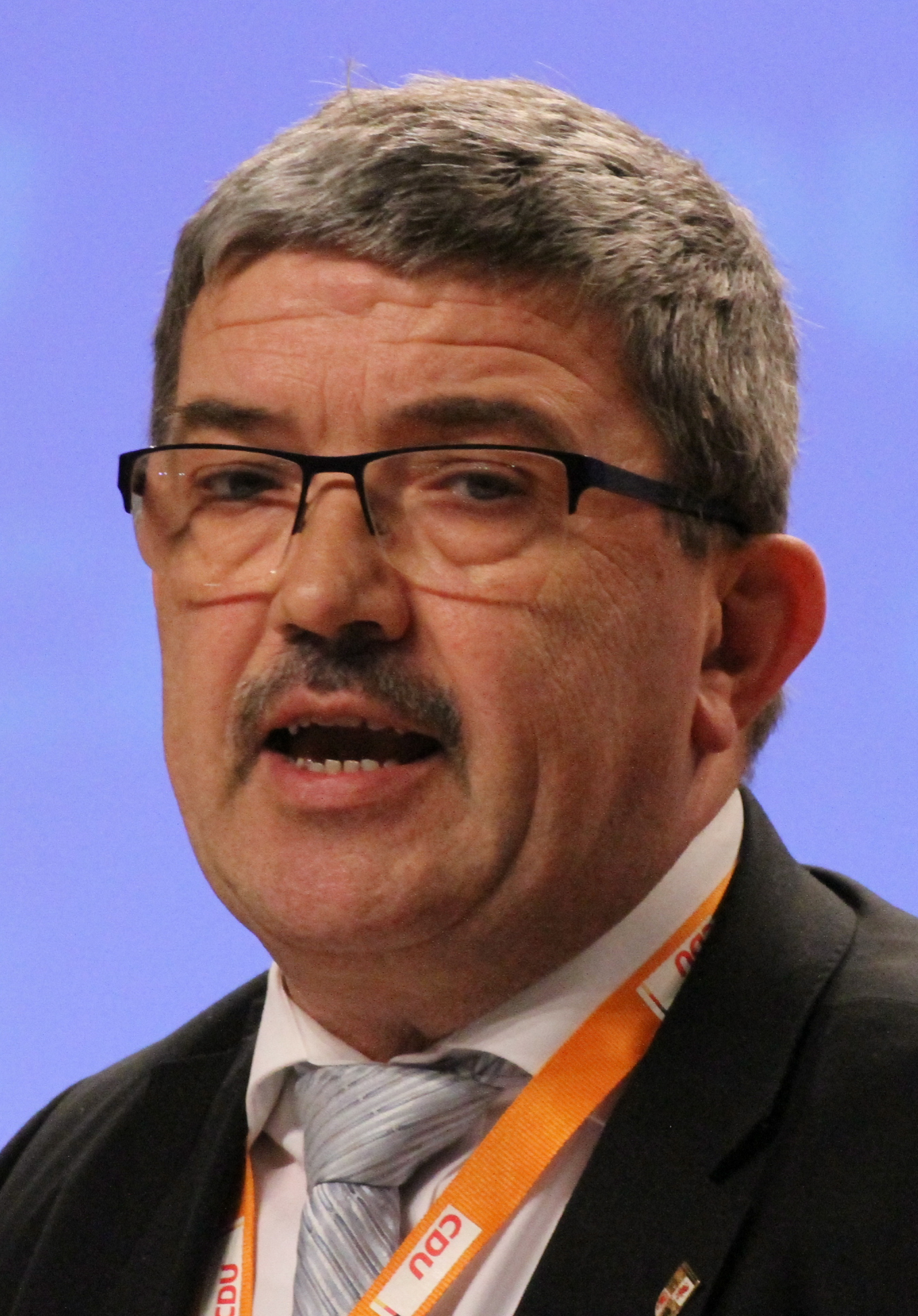
Lorenz Caffier (CDU)
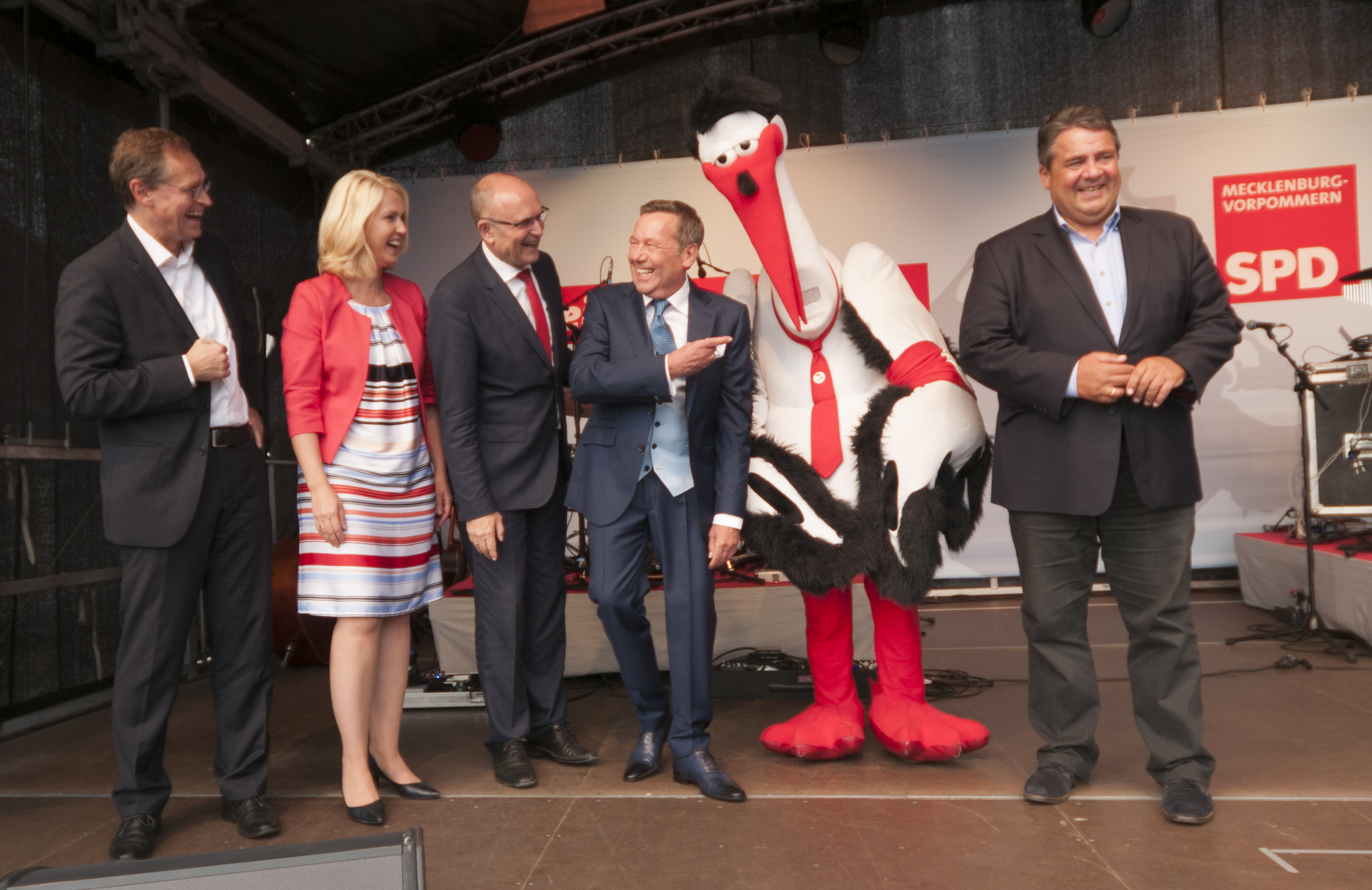
Wahlkampfabschluss der SPD in Warnemünde
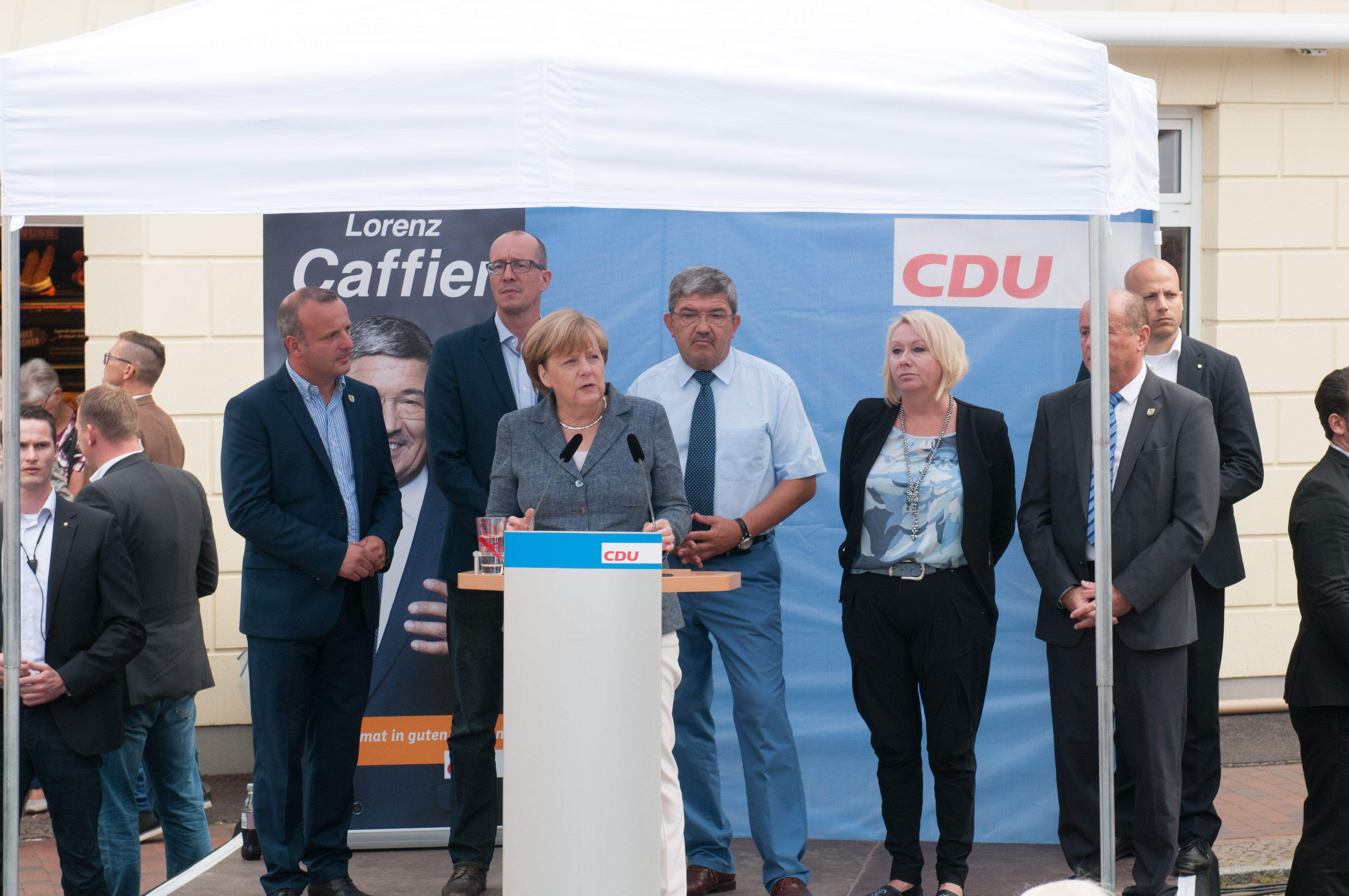
Wahlkampfabschluss der CDU in Bad Doberan

### Nicht im Landtag vertretene Parteien
Spitzenkandidatin der FDP war die 33-jährige gebürtige Französin Cécile Bonnet-Weidhofer. Das Wahlziel war der Wiedereinzug in den Landtag mit den Hauptthemen Bildung, Infrastruktur und Wirtschaft.
Der Landesverband der Partei Mensch Umwelt Tierschutz (Tierschutzpartei) wurde 2014 gegründet und trat das erste Mal zur Landtagswahl an. Die Leitprinzipien der Partei waren konsequente Gewaltfreiheit, umfassende Empathie mit der gesamten Mitwelt und Stimme für alle zu sein, die selbst keine Stimme hatten. Sie trat insbesondere für Tierrechte, Tierschutz, Umweltschutz und Menschenrechte ein. Sie forderte ein Ende der Massentierhaltung, der Subventionierung konventioneller Agrarindustrie sowie der Umweltschäden und Gesundheitsrisiken, die durch die herkömmliche Tierhaltung und Landwirtschaft entstünden. Sie sah die Tierqual der Agrarindustrie als systemisch bedingt an und wollte eine Änderung vorrangig auf der politisch-administrativen und juristischen Ebene erreichen, ergänzend zur Sensibilisierung der Verbraucher für bio-vegane und solidarische Landwirtschaft. Das Landtagswahlprogramm umfasste 30 Seiten, die alle Politikbereiche beinhalteten; Schwerpunkte waren außerdem soziale Gerechtigkeit und Bildungspolitik. Spitzenkandidat war der Greifswalder Robert Gabel.
Die Piratenpartei forderte mehr Demokratie (Vereinfachung von Bürgerentscheiden) und Transparenz. Internet sollte als Grundrecht für jeden vorhanden sein.
Spitzenkandidat der Familien-Partei war der 33-jährige Dirk Martin aus Rostock. Auf Listenplatz vier kandidierte der Europaabgeordnete Arne Gericke. Die Familien-Partei forderte die Einführung eines Landeselterngeldes, um den Wohnraum MV attraktiver zu machen und um Familien finanziell zu entlasten. Hinzu sollte das Familienwahlrecht eingeführt werden. Ein wichtiger Schwerpunkt der Partei war die Geburtshilfe. Geburtsstationen sollten flächendeckend vorhanden sein und Hebammen sollten unterstützt werden. Lernmittel und Schülerbeförderung sollten kostenfrei sein. Schulden sollten nicht auf dem Rücken der nächsten Generation gemacht werden.
Die Freien Wähler in Mecklenburg-Vorpommern setzten auf soziale Themen. Kostenloser ÖPNV, die Abschaffung von Hartz IV und die Auszahlung von Altanschließerbeiträgen waren ihre Ziele.
Spitzenkandidat der AfD war der 46-jährige ehemalige Radiomoderator Leif-Erik Holm. Der Wahlkampfslogan lautete „Für unser Land und unsere Kinder“. Die AfD wollte, dass Frauen wieder mehr Kinder bekommen (z. B. durch Familiendarlehen), und setzte sich für Schuluniformen ein. Zuwanderung lehnte sie ab und Sicherheitswachten sollten für mehr Ordnung sorgen.
Die Achtsamen Demokraten bestanden hauptsächlich aus bislang parteilosen Kommunalpolitikern und ehemaligen CDU-Mitgliedern und hatten einige Bürgermeister in ihren Reihen. Sie traten das erste Mal zu einer Landtagswahl an und wollten besonders die Kommunen stärken sowie bei der Verwaltung und Politik sparen.
Spitzenkandidat der DKP war der 29-jährige Robert Kühne aus Schwerin. Schwerpunkt der DKP war der Kampf gegen den Sozialabbau. Dieser sollte verhindert werden unter anderem durch höhere Löhne und kostenfreien Personenverkehr. Rechte Hetze sollte bekämpft werden und der Verfassungsschutz sollte aufgelöst werden.
Spitzenkandidat von Bündnis C – Christen für Deutschland war Christian Hauser aus Boizenburg. Die Partei, die 2015 durch die Fusion von AUF und PBC entstand, war unter anderem gegen Schwangerschaftsabbrüche und wollte Familien durch ein Erziehungsgehalt unterstützen. Christliche Werte seien das Fundament für den freiheitlichen und ethischen Rechtsstaat und sollten daher gestärkt werden.
Die Partei Freier Horizont hatte sich erst 2016 gegründet und trat damit das erste Mal zu einer Wahl an. Sie setzte sich besonders gegen den weiteren Ausbau von Windkraft in Mecklenburg-Vorpommern ein und für mehr direkte Demokratie.

## Umfragen
Für die Sonntagsfrage gaben die Demoskopen seit der Landtagswahl 2011 folgende Werte an; Wahlergebnisse zum Vergleich.
| Institut                      | Datum      | SPD    | CDU    | Linke  | Grüne | NPD   | FDP   | Piraten | AfD    | Sonst. |
| ----------------------------- | ---------- | ------ | ------ | ------ | ----- | ----- | ----- | ------- | ------ | ------ |
| Landtagswahl 2016             | 04.09.2016 | 30,6 % | 19,0 % | 13,2 % | 4,8 % | 3,0 % | 3,0 % | 0,5 %   | 20,8 % | 5,1 %  |
| Forschungsgruppe Wahlen       | 01.09.2016 | 28 %   | 22 %   | 13 %   | 6 %   | –     | 3 %   | –       | 22 %   | 6 %    |
| INSA                          | 31.08.2016 | 28 %   | 20 %   | 15 %   | 6 %   | 2 %   | 2 %   | –       | 23 %   | 4 %    |
| Forschungsgruppe Wahlen       | 26.08.2016 | 28 %   | 22 %   | 13 %   | 6 %   | 3 %   | –     | –       | 21 %   | 7 %    |
| Infratest dimap               | 25.08.2016 | 27 %   | 22 %   | 14 %   | 5 %   | 3 %   | 3 %   | –       | 21 %   | 5 %    |
| Infratest dimap               | 18.08.2016 | 26 %   | 23 %   | 16 %   | 6 %   | 3 %   | 3 %   | –       | 19 %   | 4 %    |
| INSA                          | 12.08.2016 | 24 %   | 23 %   | 19 %   | 6 %   | 3 %   | 3 %   | –       | 19 %   | 3 %    |
| Infratest dimap               | 30.06.2016 | 22 %   | 25 %   | 17 %   | 7 %   | 4 %   | 3 %   | –       | 19 %   | 3 %    |
| Infratest dimap               | 28.04.2016 | 22 %   | 24 %   | 16 %   | 8 %   | 4 %   | 4 %   | –       | 18 %   | 4 %    |
| INSA                          | 16.02.2016 | 22 %   | 29 %   | 19 %   | 5 %   | 4 %   | 4 %   | –       | 16 %   | 1 %    |
| Marktforschungsservice Dukath | 21.01.2016 | 28,4 % | 27,2 % | 20,1 % | 9,5 % | 1,3 % | 8,0 % | –       | 5,5 %  | 0,2 %  |
| Marktforschungsservice Dukath | 15.01.2015 | 34,3 % | 30,6 % | 17,4 % | 9,7 % | 1,4 % | 1,6 % | 0,5 %   | 4,1 %  | 0,4 %  |
| Infratest dimap               | 07.05.2014 | 29 %   | 34 %   | 20 %   | 5 %   | 3 %   | 2 %   | –       | 4 %    | 3 %    |
| Marktforschungsservice Dukath | 08.03.2014 | 32,7 % | 31,8 % | 19,4 % | 6,2 % | 1,1 % | 1,7 % | 2,0 %   | 2,3 %  | 2,9 %  |
| Emnid                         | 14.09.2013 | 31 %   | 28 %   | 19 %   | 8 %   | 5 %   | 2 %   | –       | –      | 7 %    |
| Emnid                         | 17.08.2013 | 32 %   | 28 %   | 20 %   | 8 %   | 5 %   | 2 %   | –       | –      | 5 %    |
| Landtagswahl 2011             | 04.09.2011 | 35,6 % | 23,0 % | 18,4 % | 8,7 % | 6,0 % | 2,8 % | 1,9 %   | –      | 3,7 %  |

Für die Frage, wen die Bürger direkt zum Ministerpräsidenten wählen würden, gaben die Meinungsforschungsinstitute folgende Werte an:
| Institut        | Datum      | Erwin Sellering (SPD) | Lorenz Caffier (CDU) |
| --------------- | ---------- | --------------------- | -------------------- |
| Infratest dimap | 30.06.2016 | 57 %                  | 19 %                 |
| Infratest dimap | 28.04.2016 | 57 %                  | 24 %                 |

## Ergebnisse

Gewonnene Direktmandate nach Parteien in den Wahlkreisen. Die SPD gewann 26 Wahlkreise, die CDU 7 und die AfD 3.

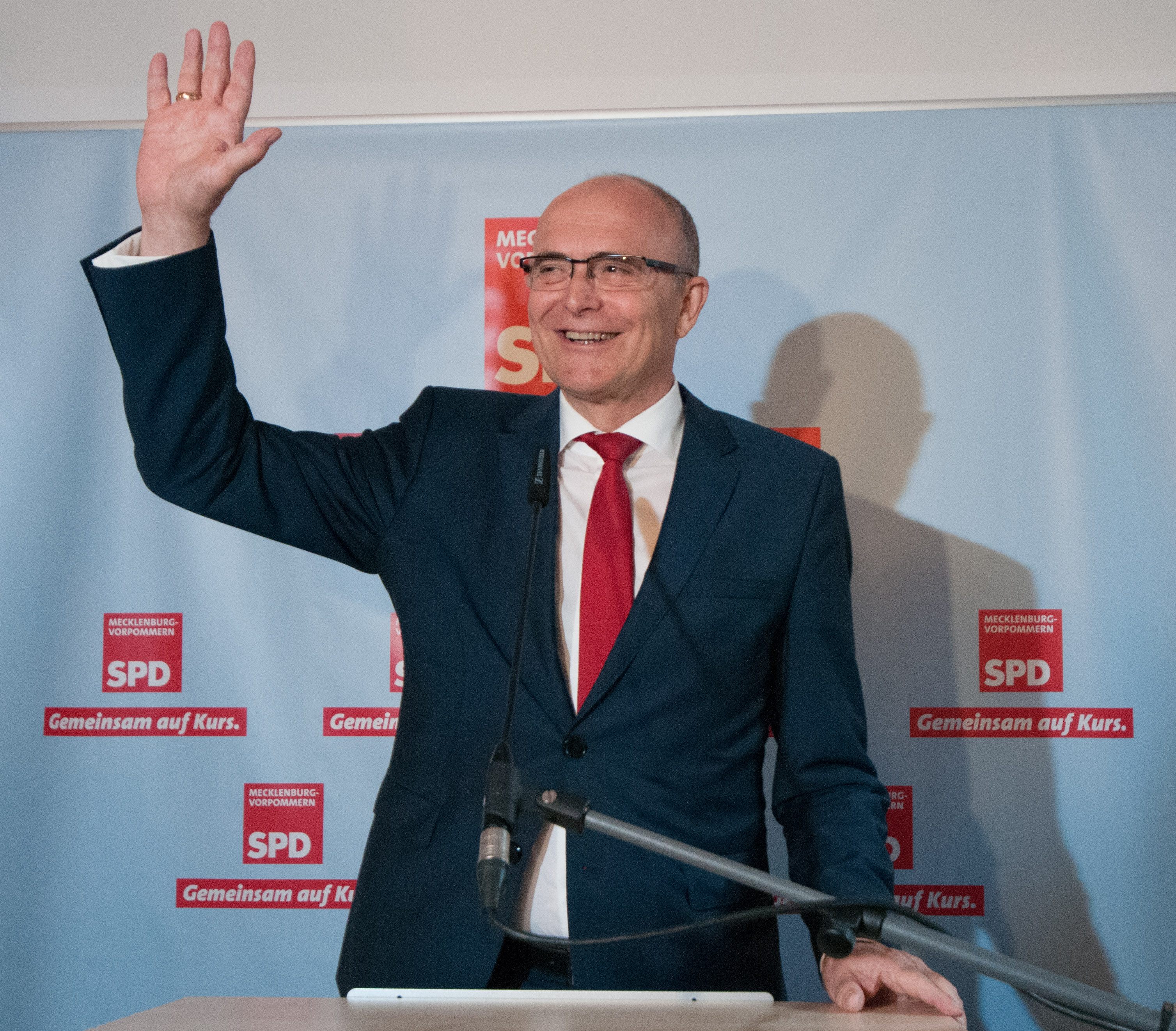
Erwin Sellering am Abend der Landtagswahl auf der Wahlparty der SPD Mecklenburg-Vorpommern in Schwerin

Die AfD erzielte knapp 21 Prozent der Zweitstimmen und zog in das nunmehr neunte Landesparlament in Deutschland ein; sie war ähnlich erfolgreich wie bei der Landtagswahl in Sachsen-Anhalt im März 2016. Sämtliche bis dato im Parlament vertretenen Parteien erlitten deutliche Verluste. Die SPD blieb mit rund 30 Prozent die stärkste Kraft, verlor aber fünf Prozentpunkte. Die CDU sank von 23 auf 19, Die Linke von 18,4 auf 13 Prozent und die Grünen rutschten von zuletzt 8,7 Prozent der Stimmen unter die Fünf-Prozent-Hürde auf 4,8 Prozent. Damit waren sie zum ersten Mal seit 2011 nicht mehr in allen Landesparlamenten vertreten. Auch der NPD gelang kein erneuter Einzug in den Landtag, womit sie in keinem deutschen Parlament mehr vertreten ist. Die FDP legte gegenüber der vorherigen Landtagswahl leicht zu, verfehlte aber erneut den Einzug in den Landtag.
Von den kleinen Parteien gelang es nur der Tierschutzpartei, mit 1,2 % die für die Parteienfinanzierung relevante 1-%-Hürde zu nehmen. Piraten, Familienpartei und Freie Wähler erreichten diesen Anteil, anders als 2011, nicht mehr.
Von den 36 Wahlkreisen gewann die SPD 26 und damit zwei mehr als 2011, die CDU nur noch sieben gegenüber zwölf und die AfD konnte sich in drei Wahlkreisen durchsetzen.
Die Wahlbeteiligung betrug 61,9 Prozent, was einen deutlichen Anstieg von über 10 Prozentpunkten im Vergleich zur Vorwahl darstellte. 20,0 Prozent der Stimmen wurden mittels Briefwahl abgegeben.
| Listen                                            | Listen            | Erststimmen | Erststimmen | Erststimmen | Erststimmen | Zweitstimmen | Zweitstimmen | Zweitstimmen | Zweitstimmen | Mandate | Mandate |
| Listen                                            | Listen            | Stimmen     | %           | +/-         | Mandate     | Stimmen      | %            | +/-          | Mandate      | Anzahl  | +/-     |
| ------------------------------------------------- | ----------------- | ----------- | ----------- | ----------- | ----------- | ------------ | ------------ | ------------ | ------------ | ------- | ------- |
|                                                   | SPD               | 236.319     | 29,4        | –5,9        | 26          | 246.395      | 30,6         | –5,0         | –            | 26      | –1      |
|                                                   | AfD               | 175.850     | 21,9        | N/A         | 3           | 167.852      | 20,8         | N/A          | 15           | 18      | +18     |
|                                                   | CDU               | 175.057     | 21,8        | –4,9        | 7           | 153.115      | 19,0         | –4,0         | 9            | 16      | –2      |
|                                                   | LINKE             | 119.374     | 14,9        | –3,8        | –           | 106.256      | 13,2         | –5,2         | 11           | 11      | –3      |
|                                                   | GRÜNE             | 38.613      | 4,8         | –3,4        | –           | 38.836       | 4,8          | –3,8         | –            | –       | –7      |
|                                                   | FDP               | 26.910      | 3,4         | +0,1        | –           | 24.521       | 3,0          | +0,3         | –            | –       | –       |
|                                                   | NPD               | –           | –           | –5,8        | –           | 24.322       | 3,0          | –2,9         | –            | –       | –5      |
|                                                   | Tierschutzpartei  | –           | –           | N/A         | –           | 9.674        | 1,2          | N/A          | –            | –       | –       |
|                                                   | Familie           | –           | –           | –0,2        | –           | 6.799        | 0,8          | –0,7         | –            | –       | –       |
|                                                   | Freier Horizont   | 5.793       | 0,7         | N/A         | –           | 6.603        | 0,8          | N/A          | –            | –       | –       |
|                                                   | Die PARTEI        | 2.456       | 0,3         | +0,3        | –           | 5.051        | 0,6          | +0,4         | –            | –       | –       |
|                                                   | Freie Wähler      | 8.515       | 1,1         | –0,4        | –           | 4.740        | 0,6          | –0,5         | –            | –       | –       |
|                                                   | Piraten           | 369         | 0,0         | –0,1        | –           | 3.935        | 0,5          | –1,4         | –            | –       | –       |
|                                                   | Die Achtsamen     | 7.890       | 1,0         | N/A         | –           | 3.753        | 0,5          | N/A          | –            | –       | –       |
|                                                   | ALFA              | –           | –           | N/A         | –           | 2.423        | 0,3          | N/A          | –            | –       | –       |
|                                                   | DKP               | –           | –           | N/A         | –           | 1.315        | 0,2          | N/A          | –            | –       | –       |
|                                                   | Bündnis C         | 354         | 0,0         | N/A         | –           | 829          | 0,1          | N/A          | –            | –       | –       |
|                                                   | Einzelbewerber    | 5.648       | 0,7         | +0,5        | –           | –            | –            | –            | –            | –       | –       |
| Gesamt                                            | Gesamt            | 803.148     | 100         |             | 36          | 806.419      | 100          |              | 35           | 71      | –       |
|                                                   |                   |             |             |             |             |              |              |              |              |         |         |
| Ungültige Stimmen                                 | Ungültige Stimmen | 18.433      | 2,2         | –1,7        |             | 15.162       | 1,8          | –2,0         |              |         |         |
| Wähler                                            | Wähler            | 821.581     | 61,9        | +11,4       |             | 821.581      | 61,9         | +11,4        |              |         |         |
| Wahlberechtigte                                   | Wahlberechtigte   | 1.328.320   |             |             |             | 1.328.320    |              |              |              |         |         |
|                                                   |                   |             |             |             |             |              |              |              |              |         |         |
| Quelle: Statistisches Amt, Mecklenburg-Vorpommern |                   |             |             |             |             |              |              |              |              |         |         |

Für die gewählten Abgeordneten siehe die Liste der Mitglieder des Landtages Mecklenburg-Vorpommern (7. Wahlperiode).

## Regierungsbildung
Nach kurzen Sondierungsgesprächen mit CDU und Linken entschied sich die SPD am 16. September Koalitionsverhandlungen mit der CDU aufzunehmen. Am 12. Oktober erklärten Erwin Sellering und Lorenz Caffier den Abschluss der Koalitionsverhandlungen. Relativ früh war bereits durchgesickert, dass Birgit Hesse vom Sozial- ins Bildungsministerium wechseln würde. Auch kam es zu Kompetenzverschiebungen. Das Sozialministerium musste die Bereiche Arbeit und Gesundheit ans Wirtschaftsministerium abgeben, welches wiederum den Bereich Bau ins Infrastrukturministerium abgab. Auf Drängen der CDU wurde der Posten eines Parlamentarischen Staatssekretärs für Vorpommern geschaffen, welcher allerdings an Patrick Dahlemann von der SPD ging. Die Nominierung des Stralsunder Staatsanwaltes Sascha Ott als Justizminister stieß auf Kritik, da dem neuen Kabinett somit nur zwei Frauen angehören sollten. Am 22. Oktober zog die CDU Otts Nominierung wieder zurück, da er die Facebook-Seite des AfD-Kreisverbandes Nordwestmecklenburg sowie islamkritische Kommentare mit „Gefällt mir“ bewertet hatte. Neue Justizministerin wurde die Personalchefin des Rostocker Uniklinikums Katy Hoffmeister. Am selben Tag stimmten beide Parteien auf ihren Parteitagen in Stralsund (SPD) und Wittenburg (CDU) dem Koalitionsvertrag zu. Am 1. November wurde Erwin Sellering mit 41 von 71 Stimmen erneut zum Ministerpräsidenten gewählt und das Kabinett vereidigt.
Am 30. Mai 2017 trat Ministerpräsident Sellering aus gesundheitlichen Gründen zurück. Manuela Schwesig wurde daraufhin am 4. Juli 2017 zur ersten Ministerpräsidentin Mecklenburg-Vorpommerns gewählt. Sie übernahm alle Minister Sellerings in ihr Kabinett. Im Mai 2019 kam es jedoch zu einer Neustrukturierung des Kabinetts, nachdem der Finanzminister Mathias Brodkorb (SPD) aufgrund von Konflikten mit Manuela Schwesig zurücktrat und Bildungsministerin Birgit Hesse die Nachfolge der verstorbenen Landtagspräsidentin Sylvia Bretschneider antrat.